# 利耶河畔普勒克
利耶河畔普勒克（法語：Plœuc-sur-Lié，法語發音：[plœk syʁ lje]）是法国阿摩尔滨海省的一个旧市镇，位于该省中南部，属于圣布里厄区。2016年1月1日，利耶河畔普勒克与相邻的莱尔米塔日洛尔日合并为新市镇普勒克-莱尔米塔日（Plœuc-L'Hermitage），利耶河畔普勒克为新市镇行政中心。

## 地理
利耶河畔普勒克（48°20'47"N, 2°45'28"W）面积44.45 平方千米，位于法国布列塔尼大區阿摩尔滨海省，该省份为法国西北部沿海省份，位于布列塔尼半岛北部，北濒大西洋英吉利海峡，西接菲尼斯泰尔省，南至莫尔比昂省，东临伊勒-维莱讷省。
与利耶河畔普勒克接壤的市镇（或旧市镇、城区）包括：莱尔米塔日洛尔日。

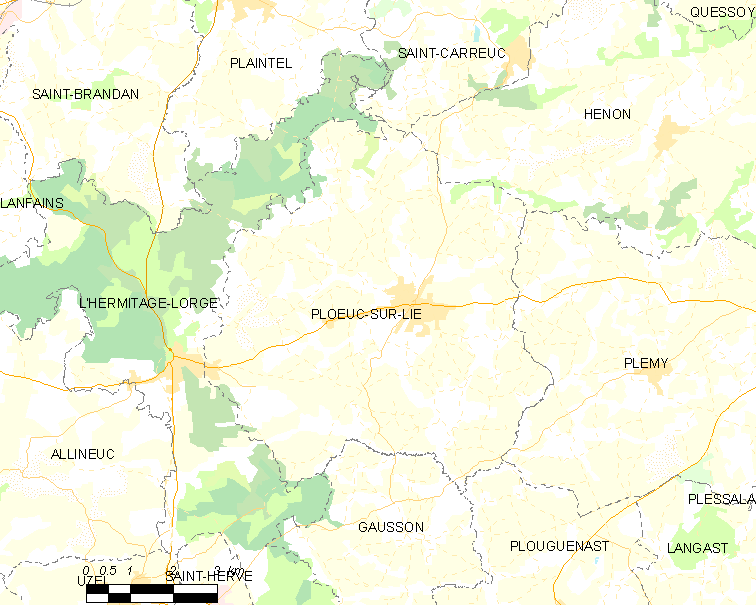
利耶河畔普勒克的OSM定位图

利耶河畔普勒克的时区为UTC+01:00、UTC+02:00（夏令时）。

## 行政
利耶河畔普勒克的邮政编码为22150，INSEE市镇编码为22203。

## 政治
利耶河畔普勒克所属的省级选区为普兰泰勒县。

## 人口

1962-2008年间利耶河畔普勒克人口变化图示

利耶河畔普勒克于2018年1月1日时的人口数量为3328人。